# Parasyntormon asellus
Parasyntormon asellus är en tvåvingeart som beskrevs av Wheeler 1899. Parasyntormon asellus ingår i släktet Parasyntormon och familjen styltflugor.
Artens utbredningsområde är Colorado. Inga underarter finns listade i Catalogue of Life.